# Administración Nacional de Electricidad

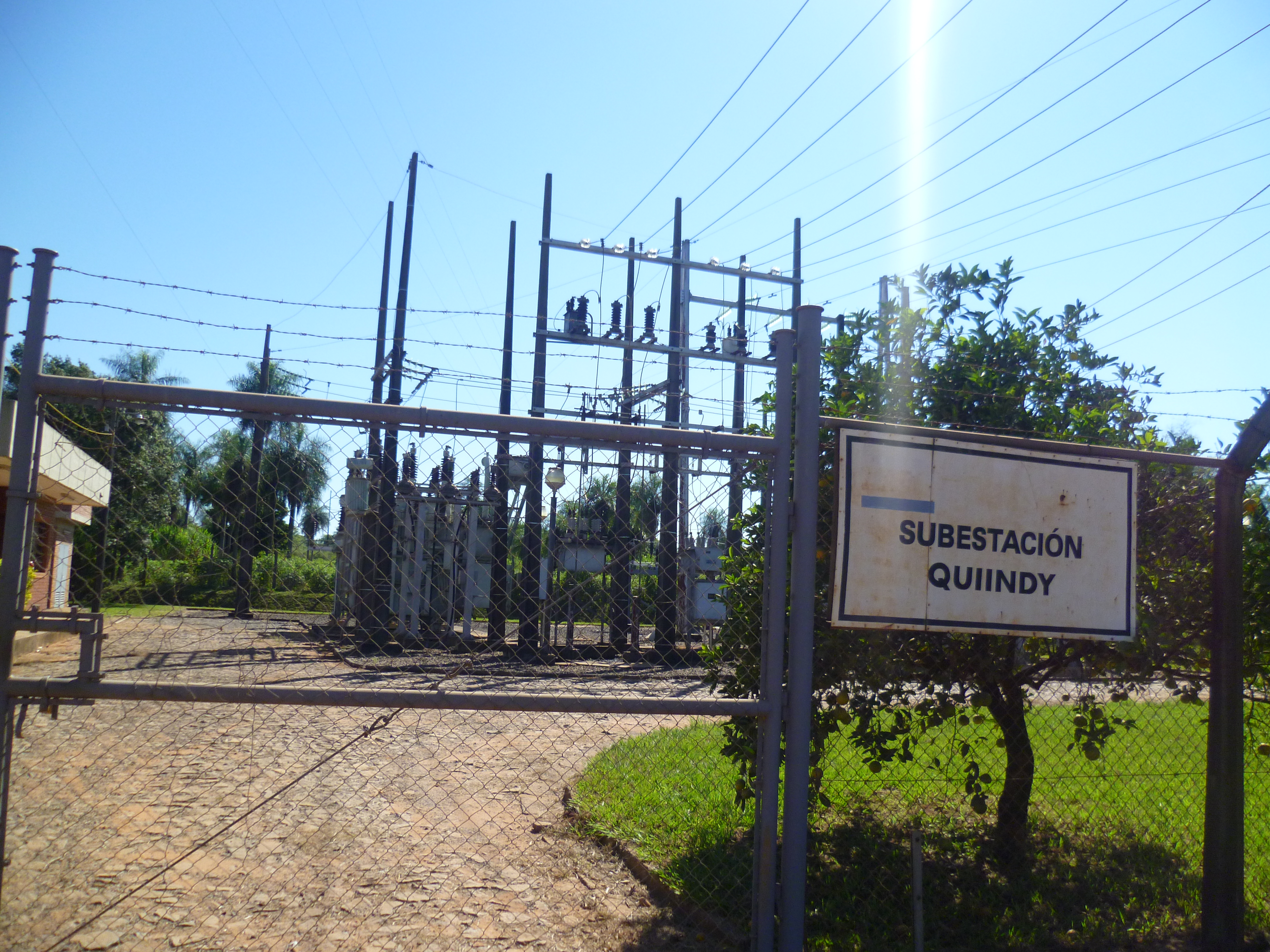
Subestación Quiindy

La Administración Nacional de Electricidad (ANDE) es una empresa pública de Paraguay destinada a operar el sistema de transmisión y distribución de energía eléctrica, así como parte de la generación del país. Esta entidad estatal, autárquica y con personería jurídica propia, ejerce el monopolio del referido servicio abarcando gran parte del territorio nacional. Cuenta con más de 4900 funcionarios, lo cual la convierte en una de las instituciones públicas más grandes del Paraguay.
El 22 de noviembre de 1948, por resolución n.º 478 del Ministerio de Obras Públicas y Comunicaciones, se estableció la denominación oficial de los servicios públicos racionalizados como: Administración Nacional de Electricidad (ANDE).
De este modo, el 29 de marzo de 1949, se creó la Administración Nacional de Electricidad y se estableció su régimen provisorio de administración. La creación quedó establecida como entidad estatal autárquica con personería jurídica propia. En reconocimiento a la trayectoria de Mario Coscia Tavarozzi, la ANDE nombró su edificio principal en Asunción como «Don Mario Coscia Tavarozzi».

## Historia
En noviembre de 1910, el Congreso Nacional del Paraguay autorizó la cancelación para explotar una red de tranvías eléctricos y usina para alumbrado público al señor Juan Carosio, cuyo grupo financiero constituiría posteriormente la Compañía Americana de Luz y Tracción, como subrrogatoria de la concesión para la ciudad de Asunción y sus alrededores.
El término por el cual la Municipalidad de la Capital se obligaba a tomar los servicios de la Empresa Carosio era de treinta años a contar desde la fecha de promulgación de la ley. Para atender el servicio concedido la Empresa Carosio, en diciembre de 1910, encargaba una usina completa de 1800 caballos, a la firma italiana Franco Casi-Legnans.
El 22 de noviembre de 1913 y en total acuerdo con la ley precitada, la Honorable Junta Municipal de Asunción, autorizó la transferencia del concesionario Juan Carosio a favor de la compañía constituida en Londres (Inglaterra) bajo la denominación de Asunción Tranway Light and Power Company Limited con todos sus derechos y obligaciones anteriores.
Hasta el 16 de marzo de 1914, la empresa concesionaria se limitó a explotar el servicio de transporte eléctrico y alumbrado público. En esta fecha, expresó a la Municipalidad de la Capital su deseo de suministrar corriente eléctrica para alumbrado a casas particulares. El 16 de diciembre de 1914, la empresa Asunción Tranway Light and Power Co., avisa al público que la misma no haría otras conexiones de luz a casas particulares u otros edificios y tampoco extensiones de cables para el suministro de luz.
El 28 de enero de 1915, se publica en Asunción un trabajo sobre la posibilidad del aprovechamiento energético de los Saltos del Guairá (río Paraná). A esta última fecha las tarifas del kWh para el suministro de energía eléctrica para alumbrado público era de 9 centavos peso oro (moneda de cuenta referida al peso argentino). 
El 17 de septiembre de 1917, se promulgó la ley de concesión a favor del señor Federico Schoeling, dentro del radio municipal de la ciudad de Concepción, con derecho a construir y explotar una usina productora de energía eléctrica destinada al alumbrado y cualquier otra aplicación industrial. El precio por el servicio de alumbrado público a ser facturado por este concesionario a la Municipalidad de Concepción, quedó fijado en 12 centavos de peso de oro por cada kWh. La venta de energía a particulares quedó establecida en 9 centavos de peso de oro por cada kWh más 50 centavos de peso oro, mensualmente por el servicio del medidor.
El 24 de febrero de 1919, la empresa Asunción Tranway Light and Power Co. fue adquirida nuevamente por el señor Juan Carosio, al frente de una compañía de capitales suizos y argentinos, denominada Compañía Americana de Luz y Tracción (CALT).
En el mes de diciembre de 1921 en la ciudad de Asunción existían 2.820 usuarios de alumbrado privado y 219 usuarios de fuerza motriz. La venta de energía del citado mes fue de 24.970 kWh para alumbrado público, 55.322 kWh para alumbrado privado y 19.964 kWh para fuerza motriz.
El 22 de octubre de 1928, el Poder ejecutivo autorizó a la CALT para tender, fuera de la zona densamente poblada de la capital, líneas eléctricas aéreas de alta tensión para el transporte de energía eléctrica a los pueblos vecinos. El 24 de septiembre de 1929, el Senado de la Nación aprobó en general, los proyectos presentados por el Poder ejecutivo. Por dichos proyectos se acuerda a la CALT la facultad de extender sus líneas y contratar con las municipalidades el otorgamiento de las concesiones para las instalaciones de usinas y explotación de los servicios eléctricos y utilizar, si necesario fuese, el potencial hidráulico producido por los saltos y rápidos con derecho a su uso exclusivo.
El 22 de septiembre de 1947, el Poder ejecutivo dictó el decreto N.º 22.209 por el cual se oficializó la Compañía Americana de Luz y Tracción. Designó a un administrador oficial con facultades para nombrar y destituir personal administrativo y técnico e intervenir en la contabilidad de la empresa.
El 19 de enero de 1948, el Poder ejecutivo constituyó una comisión encargada de la propuesta de transferencia hecha al Estado por la Compañía Americana de Luz y Tracción. El 23 de marzo del mismo año, se creó una administración adjunta a la empresa hasta tanto el Estado tome posesión definitiva de los bienes que dicha empresa tenía radicados en el país. El 11 de agosto de 1948, por ley n.º 16, se nacionalizaron los servicios de electricidad y transporte eléctrico. El 14 de octubre del mismo año, se denomina esta empresa nacionalizada Empresa Nacional de Electricidad y Tranvía.

## Nacimiento
El 22 de noviembre de 1948, por resolución n.º 478 del Ministerio de Obras Públicas y Comunicaciones, se estableció la denominación oficial de los servicios públicos racionalizados como: Administración Nacional de Electricidad (ANDE).
De este modo, el 29 de marzo de 1949, se creó la Administración Nacional de Electricidad y se estableció su régimen provisorio de administración. La creación quedó establecida como entidad estatal autárquica con personería jurídica propia.
El 30 de diciembre de 1950, se creó la Dirección General de Empresas Públicas de Transporte, Telecomunicaciones y Electricidad, bajo la Superintendencia del Ministerio de Obras Públicas y Comunicaciones.
El 3 de junio de 1959, por decreto n.º 4.920 del poder ejecutivo se reorganizó la ANDE como entidad esencialmente técnico-económica.
El 12 de agosto de 1964, la Cámara de Representantes sanciona la ley n.º 966, por medio de la cual se crea la Administración Nacional de Electricidad (ANDE), como ente autárquico y establece su propia carta orgánica.

## Datos técnicos

### Generación de energía eléctrica
El Sistema Interconectado Nacional (SIN) se alimenta principalmente de las centrales hidroeléctricas según se indica más abajo.

#### Itaipú
Número de unidades: 20 generadores, cada uno con una capacidad nominal de 700 MW (10 pertenecen al Paraguay y los demás 10 al Brasil).
Potencia disponible: 6300 MW para el Paraguay.
Estado actual: en operación. 

#### Acaray
Número de unidades: 4 generadores, cada uno con una capacidad nominal de 50 MW (Acaray pertenece a la ANDE).
Potencia disponible: 200 MW
Estado actual: en operación. Actualmente se llevan a cabo trabajos de restauración y modernización de los equipos principales. 

#### Yacyretá
Número de unidades: 20 generadores, cada uno con una capacidad nominal de 175 MW (10 pertenecen al Paraguay y los demás a la Argentina).
Potencia disponible: 1750 MW para el Paraguay.
Estado actual: 20 unidades operando con cota reducida (100 MW cada una). 

#### Otros
Además de la generación hidráulica mencionada, la ANDE cuenta con los siguientes grupos de generación térmica:
San Carlos (0,08 MW)
Bahía Negra (0,28 MW)
La Patria (0,28 MW)
Mcal. Estigarribia (1,36 MW)
Pedro J. Caballero (2,8 MW)
Sajonia (33,7 MW)

### Transmisión

#### Líneas de transmisión
- De 500 kV ____ 835 km
- De 220 kV ____ 4.929 km
- De 066 kV ____ 1.431 km

#### Transformadores
- De 500/220 kV ____ 2.000 MVA
- De 220/066 kV ____ 1.623 MVA
- De 220/023 kV ____ 1.214 MVA
- De 066/023 kV ____ 1.198 MVA

#### Compensación
- CER 220 kV ____ -150+250 MVAR
- CER 066 kV ____ -80+150 MVAR
- Reac 220 kV ____ -180 MVAR
- Banco de capacitores de 23 kV ____ 449 MVAR

#### Estaciones y subestaciones
- 101 instalaciones

### Distribución

#### Obras de distribución ejecutadas – Total país
Se construyeron más de 1571 km de redes de media tensión, que sumados a lo acumulado hasta el 2009, totalizan más de 32 500 km. Además, se construyeron 731 km de redes de baja tensión, con lo que se tiene acumulado un total de 29 506 km en todo el país. 
Dentro de las obras ejecutadas en el 2012, fueron montados 162 nuevos transformadores de distribución con una potencia instalada de 26.908 kVA, que sumados a lo realizado hasta el año anterior alcanza un total de 2 425 577 kVA.

#### Clientes conectados
En el 2010, la cantidad acumulada de clientes conectados en el país asciende a 1 274nbps;971, registrándose un crecimiento del 4,1 % respecto al 2009 (alrededor de 50  mil clientes).
Teniendo en cuenta que a partir del 2010 la ANDE ha realizado un cambio del criterio en la determinación de la cantidad de clientes conectados, se presenta en la tabla 5.2 el histórico de los últimos cinco años, a los efectos de actualizar los datos publicados en las memorias de los años anteriores.